# Ramal Santiago-Santo Ângelo
O Ramal Santiago–Santo Ângelo (EF-494) é um ramal ferroviário de bitola métrica localizado no Noroeste do Rio Grande do Sul. Inicia em Santiago, passa por Bossoroca, São Luiz Gonzaga, Rolador, Cerro Largo, Guarani das Missões, Sete de Setembro e termina em Santo Ângelo.

## História
O ramal foi aberto em trechos, o primeiro de Santiago a São Luiz Gonzaga em 1943, o segundo foi aberto até Cerro Largo em 1957 para só alcançar Santo Ângelo em 1974. Foi o elo de ligação da região das Missões com o restante do estado em uma época que não existiam rodovias naquela região, possibilitando a chegada dos migrantes principalmente descendentes de famílias de italianos.